# شهرستان منگبلاغ
ناحیهٔ منگبلاغ (به ازبکی: Mingbulak District) یک ناحیه در ازبکستان است که در ولایت نمنگان واقع شده‌است. ناحیه منگبلاغ ۷۴۰ کیلومتر مربع مساحت و ۹۱٬۶۰۰ نفر جمعیت دارد.